# Marienkirche (Rostock)

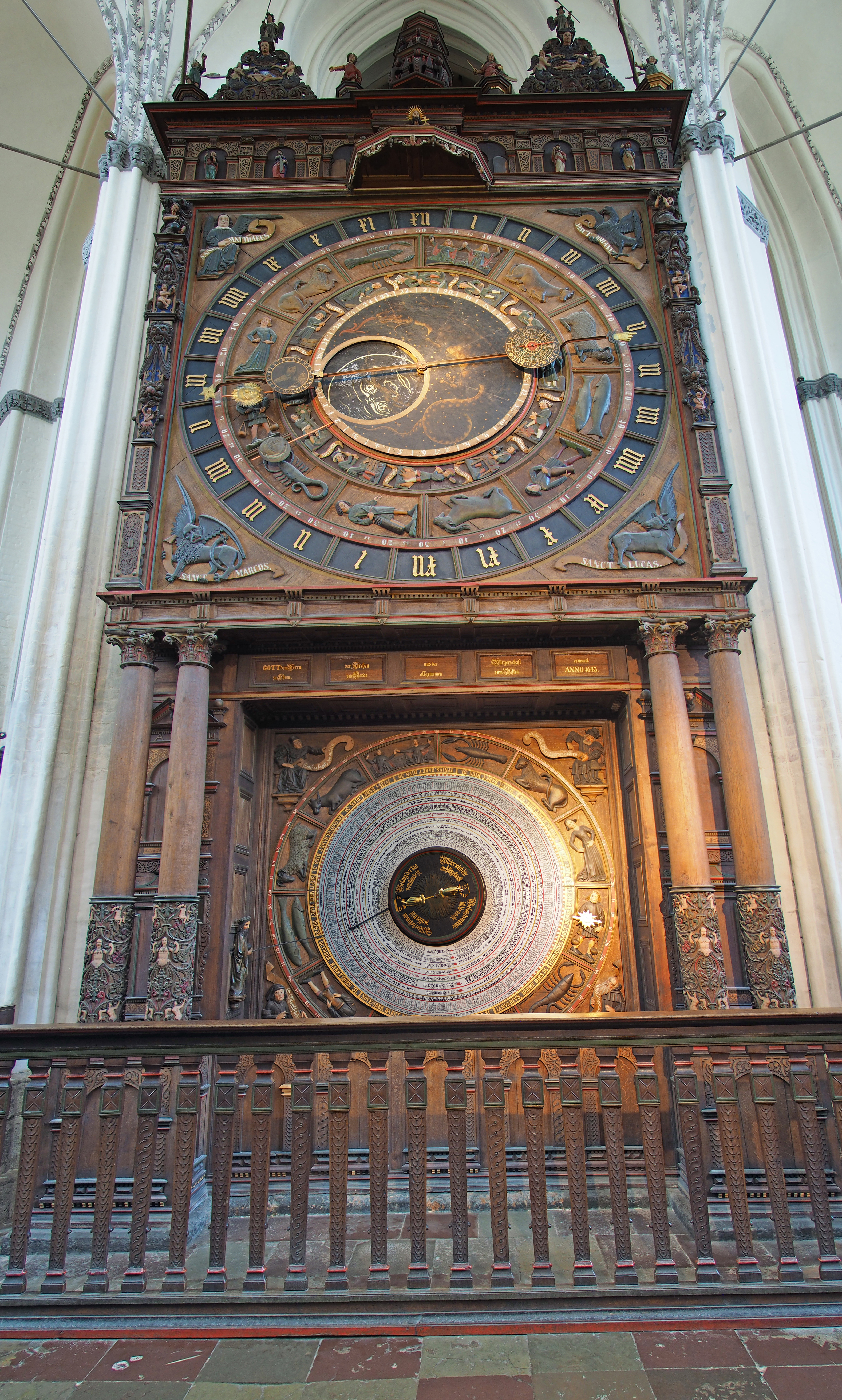
Astronomisch uurwerk

De Marienkirche is de hoofdkerk van Rostock en een belangrijk bouwwerk uit de Noord-Duitse baksteengotiek. Een vroeggotische voorganger werd voor het eerst in aktes uit 1232 vermeld. De bouw van de huidige driebeukige basiliek begon in 1290 en werd afgesloten in het midden van de 15e eeuw.
De gedrongen bouwstijl van de Marienkirche uit zich in het grote schip en het imposante westwerk met een zware toren. In het oorspronkelijke plan was er sprake van een tweede toren, maar deze is nooit gebouwd. De kerk heeft het karakter van een centraalbouw, omdat het transept even lang is als het schip met een koor en het schip precies in het midden kruist.
De Marienkirche laat een rijke aankleding zien, die tot uiting komt in het hoofdaltaar, de kansel, het kerkorgel, het bronzen doopvont en een astronomisch uurwerk. Van de voorreformatorische kunst van de middeleeuwen zijn vanwege de beeldenstorm slechts kleine restanten overgebleven. De reformatie werd in Rostock in 1531 ingevoerd.

## Astronomisch uurwerk
Het monumentale astronomisch uurwerk staat in de kooromgang en vult daar achter het hoogaltaar de gehele ruimte tussen de pijlers op. Het is het oudste hanzeatische type en het enige waarvan het middeleeuwse uurwerk nog werkt. Deze stamt uit het jaar 1379. In 1472 werd het uurwerk door Hans Düringer uit Neurenberg omgebouwd en van 1641 tot 1643 door Andreas Brandenburg en Michael Grote gerestaureerd.
De uitgesneden ring met figuren uit de dierenriem en personificaties uit de 15e eeuw van de maanden werden bij de restauratie van 1641 tot 1643 ingezoomd in een stijl van Late Renaissance.
Het klokkenspel met uitkiesbare koralen klinkt op elk heel uur; de rondtocht van figuren vindt alleen om 12:00 en 24:00 uur plaats. De grote cijferschijf in het middelste deel heeft een 24-uursindeling. Bovendien worden naast de maanuitbeelding de stand van de maan en de zon in de dierenriem nog een boerenalmanak getoond.
In het onderste calendarium staan de datum, weekdag, maand, zonsopgang, de lengte van dag en nacht en andere antieke kalendergegevens, zoals het Romeinse rentegetal, of christelijke, zoals de paas- en pinksterdatum, vastentijd en de naamdag.